# MX (텔레비전 채널)
MX는 티에프씨에프채널네트워크 코리아에서 운영하는 남성 텔레비전 채널로 2021년 1월 1일에 개국했다.

## 역사
- 2007년 12월 : 미국 FX Network와 제휴
- 2008년 3월 : 첫 시작 개국.
- 2013년 3월 6일 : 스카이라이프를 통한 송신을 개시.
- 2013년 4월 1일 : 고선명 텔레비전 방송을 개시.
- 2014년 3월 19일 ~ 2016년 3월 : GSL중계
- 2017년 12월 14일 미국에서 운영하는 FX네트워크의 소유주인 21세기폭스가 월트 디즈니 컴퍼니 인수되었다.
- 2017년 12월 31일 WWE중계 마지막 방송
- 2019년 3월 20일 미국에서 운영하는 FX 네트워크의 모기업인 월트 디즈니 컴퍼니에 인수를 승인 되었다.
- 2020년 12월 31일 - FX 채널 마지막 라이센스 계약 해지로 인한 폐국을 시작 종료 무려 12년만에 마감 마무리 막을 내림 마치고 받고  다시 원래대로 재개 더 이상 돌아 올 수 없게 하였다. (자매 채널인 폭스 채널, 폭스 라이프와 함께 폐국)
- 2021년 1월 1일 - FX 채널을 MX 채널로 첫 승인하여 첫 변경 (채널명 변경)

## 프로그램

### 스포츠
- WWE Raw & SmackDown
- UFC
- PBA

### 교양
- 우주에서 본 2차 세계대전
- 내가 자연인이다
- 진짜사랑 리턴즈
- 바다로 간 사나이

### 예능
- 산적TV 밥굽남
- 가짜 사나이2
- 진짜사랑 리턴즈
- 김구라의 뻐꾸기 골프

### 영화
- Once Upon A Movie Time

## 같이 보기
- 티캐스트